# صوداليت
الصوداليت هو معدن له لون أزرق ملكي غني، ويستعمل عادة من ضمن أحجار الزينة الكريمة.
ينتمي الصوداليت إلى مجموعة معادن السيليكات، ويتركب كيميائياً من سيليكات الصوديوم والألمنيوم مع الكلور، ويتيلور وفق نظام بلوري مكعب؛ وتسمى مجموعة فرعية منها باسمه والتي تشمل أيضاً معادن: الهاوين Hauyne، والنوزيان nosean واللازوريت lazurite والتوغتوبيت.
اكتشف الصوداليت لأول مرة سنة 1811 في غرينلاند، وأصبح شائعاً لدى الناس لدى اكتشاف مكامن منه في أونتاريو في كندا سنة 1891.